# Kehle Glacier
Kehle Glacier är en glaciär i Antarktis. Den ligger i Östantarktis. Nya Zeeland gör anspråk på området. Kehle Glacier ligger 716 meter över havet.
Terrängen runt Kehle Glacier är varierad. Trakten är obefolkad. Det finns inga samhällen i närheten.